# Martina Servatius
Martina Servatius, früher Martina Wilke, (* 30. Oktober 1954 in Ost-Berlin; † 4. Juli 2016 in Wiesbaden) war eine deutsche Schauspielerin.

## Leben
Servatius absolvierte eine Schauspielausbildung an der Hochschule für Schauspielkunst „Ernst Busch“ Berlin. Ab 1988 arbeitete sie als Theaterschauspielerin mit Engagements am Theater Krefeld und Mönchengladbach, den Städtischen Bühnen Wuppertal und am Staatstheater Wiesbaden. Parallel hatte sie erste Film- und Fernsehauftritte, unter anderem verschiedene Gastrollen in Ein Fall für zwei. Bekannt wurde sie durch die Rolle der Elisabeth von Lahnstein in der Serie Verbotene Liebe, die sie von 1999 bis 2015 spielte. Ihr letzter Auftritt in einem Fernsehfilm war als Frauenärztin in dem deutschen Familiendrama Alles für meine Tochter.
Servatius starb am 4. Juli 2016 nach kurzer, schwerer Krankheit im Alter von 61 Jahren. Sie hinterließ ihren Ehemann und ihre Tochter.

## Theaterauftritte (Auswahl)
- 1988: Die Ratten
- 1989: Prinz Friedrich von Homburg
- 1990: Iphigenie
- 1991: Mein Freund Bunbury
- 1994: König Lear
- 1996: Hannah und ihre Schwestern
- 1998: Anatevka

## Filmografie
- 1975: Lotte in Weimar
- 1979: Zugvogel am Sund
- 1980: Anamnese
- 1983: Die Kündigung
- 1984: Familie Neumann (Fernsehserie, 5 Folgen)
- 1984: Ach du meine Liebe
- 1984: Flieger
- 1985: Meine Tochter – deine Tochter
- 1985: Johann Sebastian Bach (TV-Vierteiler)
- 1986: Der Snob (Studioaufzeichnung)
- 1991: Der Deal
- 1993: Doberstein
- 1994: Stadtklinik (Fernsehserie, 2 Folgen)
- 1994–1998: Ein Fall für zwei (Fernsehserie, 5 Folgen, verschiedene Rollen)
- 1994–1995: Westerdeich (Fernsehserie, 37 Folgen)
- 1996: Ein ziemlich kalter Mord
- 1997: Der Fahnder (Fernsehserie, 1 Folge)
- 1997: Tanja (TV-Serie)
- 1997: Tatort – Bombenstimmung
- 1997: Mein Kind soll leben
- 1997: Kleine Einbrecher
- 1998: Aus heiterem Himmel (Fernsehserie, 1 Folge)
- 1998: Die Wache (Fernsehserie, 1 Folge)
- 1998: Ein Weihnachtsmann für Lore
- 1998: Duell der Richter
- 1999–2002: Der kleine Mönch (Fernsehserie, 2 Folgen)
- 1999–2015: Verbotene Liebe (Fernsehserie)
- 1999: Dreamboy macht Frauen glücklich
- 2001: Ein Albtraum von 3,5 kg
- 2001: Wie buchstabiert man Liebe?
- 2002: Die Fallers – Eine Schwarzwaldfamilie (Fernsehserie, 2 Folgen)
- 2003: Antonia – Tränen im Paradies
- 2004: Edel & Starck (Fernsehserie, 1 Folge)
- 2006: Goldene Zeiten
- 2006: SOKO Köln (Fernsehserie, 1 Folge)
- 2006: Inga Lindström: Wolken über Sommarholm
- 2007: Alarm für Cobra 11 – Die Autobahnpolizei (Fernsehserie, 2 Folgen)
- 2009–2010: Unsere Farm in Irland (Fernsehserie, 3 Folgen)
- 2013: Alles für meine Tochter